# Fox Lake Hills
Fox Lake Hills – jednostka osadnicza w Stanach Zjednoczonych, w stanie Illinois, w hrabstwie Lake.